# Россия на «Евровидении-2014»
Россия принимает участие в конкурсе песни «Евровидение 2014» в Копенгагене, Дания. Представитель был выбран путём внутреннего отбора, организованным российским национальным вещателем «Россия-1».

## Отборочный тур
Представитель от России на «Евровидение 2014» был выбран путём внутреннего отбора, организованным российским национальным вещателем «Россия-1». 1 сентября 2013 года телеканал «Россия-1» официально открыл приём заявок для участников и композиторов, которые могли представить свои заявки для национального отбора. В период с сентября по октябрь 2013 года, планировалось, что жюри конкурса за короткий срок объявит 25 финалистов на телевизионном шоу 31 декабря 2013 года. Однако в декабре 2013 года телеканал «Россия-1» объявил, что выбор будет отложен до марта 2014 года и крайний срок подачи заявок будет продлен до 28 февраля 2014 года. 15 марта 2014 года российский национальный вещатель «Россия-1» объявил, что Россию на конкурсе представят «Сёстры Толмачёвы», с песней «Shine».

## На Евровидении
Сёстры Толмачёвы выступили на конкурсе 6 мая 2014 года в Копенгагене в первой половине первого полуфинала под номером 7, а после объявления результатов голосования о выходе в финал конкурса, подверглись освистыванию со стороны публики (в связи с политической ситуацией).
В финале конкурса Сёстры Толмачёвы выступили под номером 15, всего в заключительном этапе приняли участие представители 26 стран.

## Интересные факты
- Поскольку EBU не признаёт аннексия Крыма Россией, голоса жителей республики учитываются EBU как голоса Украины[источник не указан 567 дней].